# 医薬品規制調和国際会議
医薬品規制調和国際会議（いやくひんきせいちょうわこくさいかいぎ、英:  International Council for Harmonisation of Technical Requirements for Pharmaceuticals for Human Use, ICH）は、欧州、日本、米国の規制当局と、3つの地域の製薬業界の専門家を集めて、科学技術的側面を議論する国際会議として1990年に創設した。
ICHの目的は、技術指針と製品登録の要件の解釈と適用においてより一層の調和を達成する方法を勧告することにより、新薬の研究開発中に実施された試験をくりかえす必要性を低減または排除することである。ハーモナイゼーションとは、ヒト、ヒト以外の動物および資源をより経済的に利用し、世界的な開発の不必要な遅れや新薬品の入手可能性を排除し、品質、安全性、効能、および公衆衛生を守るべき義務、と定義されている。
ICHガイドラインは、いくつかの国で法律として採択されているが、米国食品医薬品局（FDA）では指針としてのみ使用されている。日本では、厚生労働省医薬・生活衛生局から通知される。

## 歴史
1980年代には、今日の欧州連合（EU）は規制要件の調和を始めた。 1989年、ヨーロッパ、日本、米国が調和のための計画を策定し始めた。 1990年4月、ブリュッセルで開催された会議で、ヒトに用いる医薬品登録のための医薬品規制調和国際会議（ICH）が創設された。
2015年に、ハーモナイゼーションに関する国際会議は、スイス法人化に伴い、医薬品規制調和国際会議に名称が変更された On 23 October 2015 ICH conducted the initial meeting of their new assembly.。2015年10月23日、ICHは新組織での最初の会議を開催した。

## 構成
現在のICHは、全ての参加メンバーで構成され法人の主体となる総会（Assembly）、総会での議論の準備や法人の運営を担う管理委員会（Management Committee）、専門家がガイドラインの議論を行う各作業部会（Working Group）等から成り立っている：
1. 総会（Assembly）
2. MedDRA管理委員会（MedDRA Management Committee, MC）
3. コーディネーター（Coordinators）
4. 事務局（Secretariat）
5. 各作業部会（Working Groups, WG

ICHメンバー（2018年7月現在）　太字は常任メンバー
創設規制当局メンバー
- 創設規制当局メンバーである日米欧の規制当局は、主要事項に関し拒否権を有する。
- 欧州委員会（European Commission, EC）/欧州医薬品庁（European Medicines Agency, EMA）
- アメリカ食品医薬品局（FDA）
- 厚生労働省(MHLW)/医薬品医療機器総合機構（PMDA)

創設産業界メンバー
- 欧州製薬団体連合会（英語: European Federation of Pharmaceutical Industries and Associations）（EFPIA）
- 米国研究製薬工業協会（英語: Pharmaceutical Research and Manufacturers of America）（PhRMA）
- 日本製薬工業協会（JPMA）

常任規制当局メンバー
- カナダ保健省
- スイスメディック

規制当局メンバー
- ブラジル国家衛生監督庁（英語: National Sanitary Surveillance Agency）（ANVISA）
- 中華人民共和国国家食品薬品監督管理局（CFDA）
- シンガポール保健科学庁（英語: Health Sciences Authority）（HSA）
- 韓国食品医薬品安全処（MFDS）
- 台湾食品薬物管理署（英語: Food and Drug Administration (Taiwan)）(TFDA)

業界団体メンバー
- バイオテクノロジーイノベーション協会（英語: Biotechnology Innovation Organization）（BIO）
- 国際ジェネリック・バイオシミラー医薬品協会（英語: International Generic and Biosimilar Medicines Association）（IGBA)
- 世界セルフメディケーション協会（英語: World Self-Medication Industry）（WSMI）

MedDRA管理委員会 (MC) は次の組織から構成され、ICHを管理し、政策と手順を決定し、調和のためのトピックを選択し、調和イニシアチブの進捗を監視する。
- 上記常任8メンバー
- 常任オブザーバー
  - WHO
  - 国際製薬団体連合会（英語: International Federation of Pharmaceutical Manufacturers & Associations）, IFPMA
- 選出管理委員会メンバー（2018年7月現在）
  - 規制当局4団体、業界団体2団体まで、任期3年
  - 規制当局はCFDA、HAS、MFDS
  - 業界団体はBIO、IGBA

ICHコーディネーターは、日常的にICH事務局の各ICH締約国を代表している。
ICH事務局は、主に運営委員会の会議の準備と文書作成、作業部会（EWG（専門家作業部会）、IWG（実施作業部会、インフォーマル作業部会））およびディスカッション・グループ会議の準備の調整に関わっている。

### ステップ1：ガイドライン案の技術ドキュメントに関して専門家作業部会で合意
ICH各作業部会は、調和のために新しいトピックが承認されたときにMCによって作成され、コンセプトペーパーおよび事業計画に記載された目的を満たす調和のとれたガイドラインを作成する責務がある。
EWGの対面会議は、通常、毎年2回のMCで開催される。中間報告はMCの各会合で行われる。
合意に達すると、EWGはステップ2「Experts Signoff sheet（専門家サインオフシート）」に署名し、それをMCに提出して採択を要求する。時間枠内でEWGに合意がない場合、MCは時間枠を延長し、調和プロジェクトを一時停止または放棄することができる。

### ステップ2：技術ドキュメント/ガイドライン案に関して総会により承認
ステップ2は、MCがEWGの報告に基づいて、ガイドライン草案の技術的問題について十分な科学的コンセンサスがあることに同意したときに達成される。 この書面は、MCによってステップ2最終文書として署名される。

### ステップ3：各局におけるガイドライン案に対する意見聴取、寄せられた意見に基づくガイドライン案の修正
草案（ドラフト）は3地域で協議の対象となる。これは、欧州連合（欧州医薬品庁ヒト用医薬品委員会（英語: Committee for Medicinal Products for Human Use）}, CHMPまたは欧州医薬品庁動物用医薬品委員会（英語: Committee for Medicinal Products for Veterinary Use）, CVMPの草案）、日本（厚生労働省の翻訳後）、および米国（連邦官報のガイドライン草案として）にで発行され、これらの地域の人々から意見を得ることができる。 ICH以外の地域の企業、協会、および当局が、国際製薬団体連合会（英語: International Federation of Pharmaceutical Manufacturers & Associations）, IFPMAとWHOが配布するこのドラフトについてコメントする機会もある。すべての相談結果を得た後、EWGが再開される。新たな報告者が規制当局から、好ましくは前回の報告者と同じ地域から任命される。相談の結果をステップ2の最終文書に記載するには、ステップ1で説明したのと同じ手順を使用する。ステップ3フェーズの結果として生成されるドラフト文書は、ステップ4エキスパート文書と呼ばれる。
業界および規制上のEWGメンバーが協議の結果変更に同意する場合、ステップ4エキスパート文書はEWG規制専門家（ステップ4エキスパートサインオフ）のみが署名し、MCに提出してICHのステップ4採択を要求する。

### ステップ4：総会によるガイドライン承認
MCが技術的問題に十分な科学的コンセンサスがあることに同意すると、ステップ4に達する。 1つの業界当事者が、改訂された草案と元の合意との乖離により、ガイドラインの採択に強い反対を有する場合、規制当局は、更なる協議のために改定された文書を提出する必要があることに同意することができる。 この場合、EWGの議論が再開される可能性がある。
ステップ4最終文書は、ICH Harmonised Tripartite Guideline（ICHの調和がとれた三者ガイドライン）. として、ICHの規制当局のMC加盟国が署名したものである。

### ステップ5：各極における国内規制への取入れ
ICHの調和がとれた三者ガイドラインは、規制の実施であるプロセスの最終段階に直ちに移行する。 この手順は、欧州連合、日本および米国における他の地域の規制ガイドラインおよび要件に適用される同じ国別/地域別手順に従って実行される。
実施された規制措置および実施日に関する情報は、MCに報告され、ICH事務局よりICHウェブサイトおよび年次記者発表に掲載される。